# Duga Luka (Vranje)
Pour les articles homonymes, voir Duga Luka.
Duga Luka (en serbe cyrillique : Дуга Лука) est un village de Serbie situé dans la municipalité urbaine de Vranjska Banja et sur le territoire de la ville de Vranje, district de Pčinja. Au recensement de 2011, il comptait 123 habitants.

## Démographie
| 1948 | 1953 | 1961 | 1971 | 1981 | 1991 | 2002 | 2011 |
| ---- | ---- | ---- | ---- | ---- | ---- | ---- | ---- |
| 332  | 330  | 318  | 295  | 237  | 181  | 154  | 123  |

|  |